# Júbilo Iwata
Júbilo Iwata (ジュビロ磐田, Jubiro Iwata) é uma equipe japonesa de futebol sediada em Iwata, parte da prefeitura de Shizuoka. Na temporada 2024 o time participa da J1 League, a primeira divisão japonesa. Seu nome júbilo é baseado na palavra da língua portuguesa que significa "alegria extrema". Em primeiro nível nacional, possui 3 títulos da J1 League e 2 Copas do Imperador, além de 3 Super Copas Japonesas. Em âmbito internacional, foi campeão do Campeonato Asiático de Clubes (atual Liga dos Campeões da AFC) na temporada 1998-99, e da J. League/Copa Sul Americana Championship em 2011.

## História

### Inicio e subida
O clube começou como time da companhia Yamaha Motor Corporation em 1970, disputando torneios da prefeitura de Shizouka. Começou a disputar a Japan Soccer League no fim de 1992.
Sua primeira conquista aconteceu ao vencerem tanto a Copa do Imperador quanto o título da JSL Division 2, em 1982. Eles conquistaram seu primeiro título da antiga liga japonesa na temporada 1987/88. Devido a problemas na futura profissionalização do clube, a Yamaha decidiu se rebaixar e não ser um dos membros fundadores da J.League.
Terminando em 2º lugar na primeira divisão da JFL, uma divisão abaixo da elite, em 1993, o clube foi promovido para a J1 League em 1994. A equipe recebeu Marius Johan Ooft como seu treinador, além do capitão da seleção brasileira na época, Dunga, e vários jogadores estrangeiros para formar uma equipe vencedora. A filosofia de futebol de Dunga influenciou profundamente o clube, inicialmente como jogador e atualmente como conselheiro.

## Rivalidade
O principal rival do Júbilo é o Shimizu S-Pulse, no confronto chamado Shizuoka Derby por conta das duas equipes estarem sediadas na prefeitura de Shizuoka.

## Estádio
O Júbilo Iwata joga no Estádio Yamaha, que tem capacidade para 15.165 pessoas. É um dos poucos estádios de futebol no Japão que é operado e gerido por uma equipe. Para os jogos mais atrativos o clube conta com o Estádio Shizuoka Ecopa, em Fukuroi. Com capacidade para 50.889 pessoas, este estádio foi construído para a Copa do Mundo FIFA de 2002, onde chegou a receber o jogo entre as seleções de Brasil e Inglaterra pela fase de Quartas de Final. O estádio é o maior poliesportivo na prefeitura. Os treinos são realizados no Okubo Ground, em Iwata, e no Parque Esportivo Yumeria de Iwata.

## Títulos
Atualizado em 08/06/2023.
| INTERCONTINENTAIS | INTERCONTINENTAIS                 | INTERCONTINENTAIS | INTERCONTINENTAIS         |
| ----------------- | --------------------------------- | ----------------- | ------------------------- |
|                   | Copa Suruga Bank                  | 1                 | 2011                      |
| CONTINENTAIS      |                                   |                   |                           |
|                   | Competição                        | Títulos           | Temporadas                |
|                   | Liga dos Campeões da AFC          | 1                 | 1998-99                   |
|                   | Supercopa Asiática                | 1                 | 1999                      |
| NACIONAIS         |                                   |                   |                           |
|                   | Competição                        | Títulos           | Temporadas                |
| Japão             | J1 League / Japan Soccer League   | 4                 | 1987-88, 1997, 1999, 2002 |
| Japão             | J2 League / Japan Football League | 3                 | 1982, 1992, 2021          |
| Japão             | Copa do Imperador                 | 2                 | 1982, 2003                |
| Japão             | Copa da Liga Japonesa             | 2                 | 1998, 2010                |
| Japão             | Supercopa Japonesa                | 3                 | 2000, 2003, 2004          |

## Jogadores em Copas
| 1998              | 2006                 | 2010                 |
| ----------------- | -------------------- | -------------------- |
| Toshihiro Hattori | Takashi Fukunishi    | Yoshikatsu Kawaguchi |
| Masashi Nakayama  | Yoshikatsu Kawaguchi | Yuichi Komano        |
| Hiroshi Nanami    | Kim Jin-Kyu          |                      |
| Takashi Fukunishi |                      |                      |
| Dunga             |                      |                      |